# Muzeum města Duchcova
Muzeum města Duchcova je muzeum v Duchcově, jehož zřizovatelem je Město Duchcov.

## Historie
O založení muzea rozhodla městská rada v Duchcově v roce 1896, zejména pod vlivem vzniku obdobných podniků v okolních městech – Teplicích, Mostu a Ústí nad Labem. Hlavním iniciátorem jeho založení byl patriot Franz Xaver Reidl, nadšený obdivovatel duchcovské minulosti a autor prvního přehledu dějin města Beitrag zur Geschichte von Dux, vydaného v roce 1875 a v rozšířeném vydání 1886. Sbírky muzea byly shromažďovány již od roku 1896, tehdy dočasně v jedné z místností úřadu starosty. V roce 1901 byla zřízena správní rada duchcovského muzea, v té době byl F. X. Reidl již starostou města. Rozrůstající se muzeum mělo v roce 1903 hned několik oddělení – přírodovědné a prehistorické, lidovou knihovnu a čítárnu, muzejní zahradu, uměleckohistorické a etnografické oddělení, měšťanskou světničku, lokálně historické oddělení a městský archiv. Dynamický rozvoj muzea byl utlumen první světovou válkou. Po vzniku první československé republiky ve městě vzniklo ještě české muzeum, takže se původní podnik transformuje na Deutsches Heimatmuseum Dux (Německé vlastivědné muzeum). V letech 1924 a 1925 začalo vydávat vynikající vlastivědný časopis Heimat und Volk, který však po pěti vydaných číslech zanikl. Hlavní osobností muzejního spolku i muzea byla v té době Hermína David-Mayová, učitelka, která se zabývala lokální historií a ve 30. a 40. letech 20. století také archeologií. Od roku 1932 spolu s ní v muzeu působil ještě Josef Glott, učitel z Českých Zlatníků, absolvent prehistorie na pražské univerzitě. Díky němu se do popředí dostaly archeologické zájmy – muzeum provádělo výzkumy zejména v okolí Duchcova, čímž se mimo jiné obohacoval sbírkový fond. V roce 1940 bylo muzeum přestěhováno do Nádražní ulice, muzejní spolek byl zrušen a vše přešlo z nařízení vyšších instancí do majetku města.
Po druhé světové válce převzalo správu muzea město, které pověřilo jeho řízením opět Hermínu David-Mayovou. Té se s ohledem na smíšený původ podařilo přesvědčit úřady, aby nebyla zařazena do odsunu německého obyvatelstva. Pokračovala ve vykopávkách v libkovické cihelně a pečovala o sbírky. V roce 1952 nastoupil na místo vedoucího Adolf Merten, který muzeum vedl velmi amatérským způsobem po následujících pět let. V této době došlo k rozchvácení části sbírek. V letech 1957–1963 až do své smrti vedl muzeum Václav Kukla. V roce 1960 bylo přeměněno na Pamětní síň dělnického hnutí v Duchcově a v letech 1965–1968 se přestěhovalo na zámek. Nepořádek ve sbírkách vedl ke spolupráci s personálně lépe vybaveným muzeem v Teplicích, které se podílelo na odborném zpracování části fondů. V 70. a 80. letech byla v Československu hromadně rušena menší muzea a jejich sbírky předávány do muzeí vyššího řádu. Obětí tohoto procesu se stalo i muzeum v Duchcově, které fakticky zaniklo již na počátku 70. let. Sbírky, uložené na zámku, byly postupně předávány jiným institucím až do roku 1989.

### Obnovené muzeum
V roce 1994 bylo muzeum obnoveno na základě návrhu Josefa Zády a Pavla Koukala. O dva roky později získalo pro svou činnost budovu v Masarykově ulici č. 7, kde sídlí dodnes. Muzeum je jedinečné zejména specializovanou casanovistickou badatelnou, v níž je uložena pozůstalost Bernharda Marra, obsahující mimořádně obsáhlý soubor dokumentů a kopií týkajících se Giacoma Casanovy. Z toho důvodu do muzea každoročně míří řada evropských casanovistů. Vedle toho je součástí sbírek i fond duchcovských historik, složený z trojrozměrných artefaktů, archiválií, vyobrazení a řady dokumentů. Zajímavá je i kolekce manuskriptů 16.–19. století.
V patře muzea je stálá expozice věnovaná dějinám Duchcova a okolí, která prezentuje dějinný vývoj od pravěku až po 20. století. V přízemí se nachází sál (Poppelova síň), kde probíhají krátkodobé výstavy. Muzeum disponuje kvalitní knihovnou, zaměřenou především na regionální dějiny a vlastivědu.
V lapidáriu muzea se nachází tzv. odpočivný kámen z Hudcovské výšiny, jeden ze 48 kamenů, které dal osadit roku 1674 opat oseckého kláštera Laurentius Scipio (1650–1691). Na kamenech je vytesán nápis FLAO (Frater Laurentius Abbas Ossecensis – Bratr Vavřinec opat osecký) a letopočet.